# 회전증발농축기

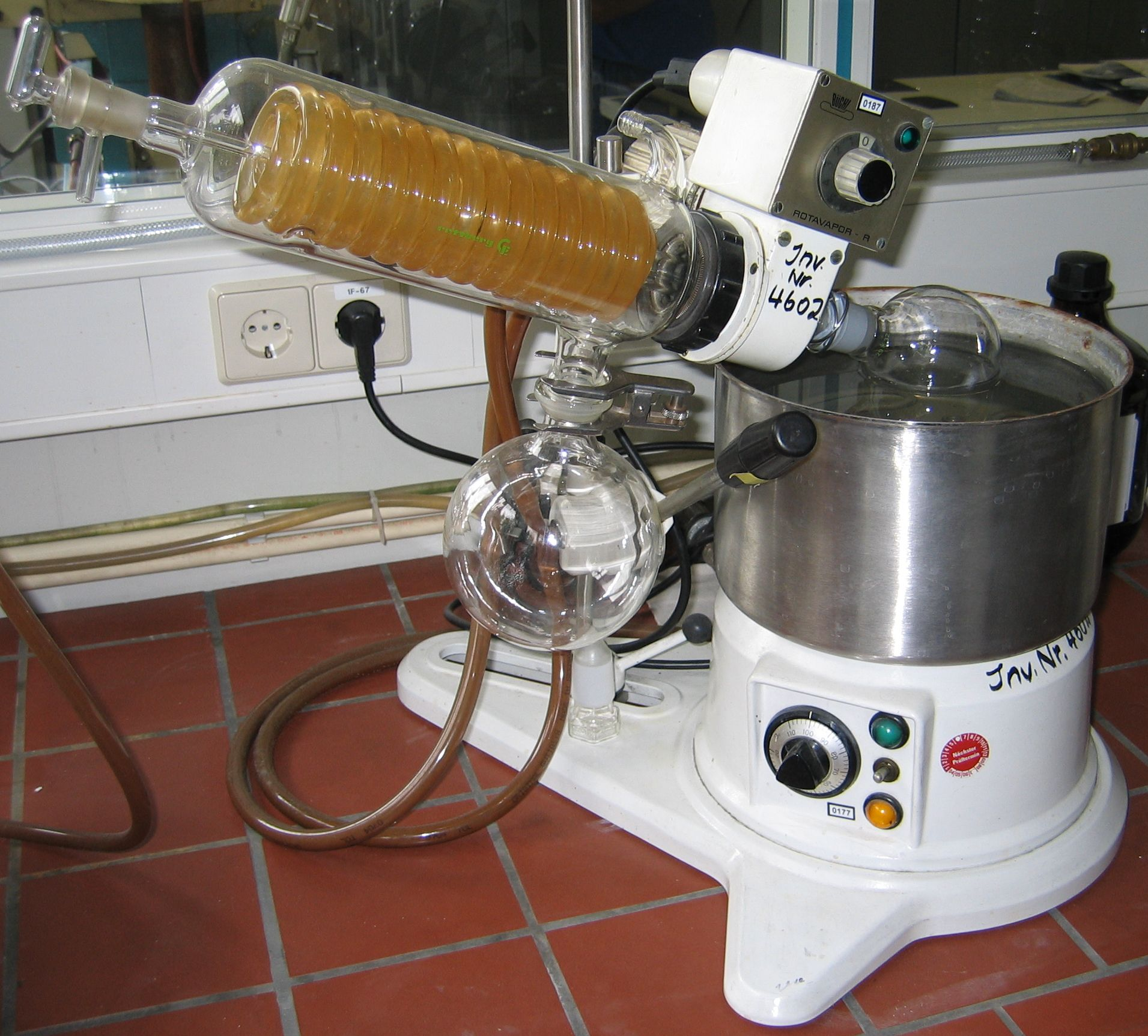

회전증발농축기(Rotary evaporator)는 화학실험실에서 시료로부터 용매를 증발시켜 제거하기 위한 장치이다. 그러나 화학 논문에서는 이 장치의 명칭을 직접 언급하는 경우가 많지 않으며, '~감압증류하였다.'라고 표현하는 경우가 많다. 영문으로는 '~ sample was concentrated under reduced pressure ~'라고 쓰이는 경우가 많다.
최초의 장치는 Lyman C. Craig가 발명한 것으로 알려져 있으며, 스위스 회사 뷔히(Büchi)에서 1957년 상업화했다. 다른 회전증발농축기 회사로는 Heidolph, LabTech, Stuart, Senco, IKA, EYELA 등이 있으며, 국내 회사로 한신과학기기가 있다. 일반적인 실험실에서는 1L 용량의 실험대 설치 가능 기기가 사용되며, 상업적으로는 20~50L 규모의 대형 기기도 사용 가능하다.

## 디자인
회전증발농축기의 다음과 같은 주요 구성 요소를 가지고 있다.
1. 유리초자를 회전시키는 구동장치
2. 구동장치의 회전 운동이 전달되는 유리 장치와 고정 장치 부분을 진공인 상태로 연결하는 진공 연결 부분
3. 장치 내부의 압력을 낮게 유지시켜주는 진공장치
4. 시료에 열을 전달해주는 항온수조
5. 용매의 증기가 응결되도록 냉매가 지속적으로 순환하는 코일로 구성된 냉각장치
6. 냉각부 하부에서 응결된 용매를 수용하는 수용기
7. 플라스크를 항온수조에 쉽게 넣고 뺄 수 있게 되어 있는 승강기

진공장치는 수도직결형 아스피레이터와 같은 단순한 장치에서부터 진공도 조절이 가능한 고가의 진공펌프까지 다양한 형태가 사용된다. 일반적으로는 증발이 일어나는 플라스크와 회전이 일어나는 유리장치 사이에 완충작용을 할 수 있는 트랩을 채결하여 사용한다. 근래에는 다양한 종류의 디지털 장치가 추가되어 온도, 회전속도, 진공도, 증기 온도 등을 보여주거나 조절하게 되어 있는 경우도 많다.

## 이론
액체를 담은 용기 내부의 압력을 낮게 하면 액체의 끓는점이 낮아진다. 회전증발농축기는 기기 내부의 압력을 낮게 유지하여 용매의 끓는점을 낮추기 때문에 용매를 대상 시료에서 제거하는 과정에서 시료를 지나친 열에 노출하는 것을 피할 수 있다. 따라서 유기화학실험이나 천연물분리 과정에서 얻어지는 민감한 물질의 분리에 효율적이다.
회전증발농축기는 일반적으로 낮은 끓는점을 가지는 유기용매를 제거하기 위하여 사용되지만, 적절하게 적용될 경우 끓는점이 다른 두 가지 액상 물질을 분리하는데도 사용할 수 있다. 특히 이 경우에는 두 액상 물질의 끓는점이 충분히 다르고, 끓는점 내림 혹은 끓는점 올림 효과와 같은 특성이 나타나지 않아야 한다.
물(1기압에서 100°C), DMF(dimethylformamide, 1기압에서 153°C), DMSO(dimethyl sulfoxide, 1기압에서 189°C)과 같이 높은 끓는 점을 가지는 액체의 경우에도 진공장치가 충분히 낮은 압을 유지할 수 있다면 사용이 가능하다. 예를 들어 DMF나 DMSO의 경우 압력이 6.6mbar까지 낮아지면 끓는점이 50°C 이하로 낮아진다. 그러나 물과 같이 수소결합으로 인하여 나타나는 높은 끓는점을 가진 물질의 경우에는 '돌비 현상(bumping)' 때문에 다른 증발법이나 동결 건조의 적용이 고려할만 하다. 최근에 들어서는 원심증발농축(centrifugal evaporation) 기술을 이용한 기기들의 사용이 확산되고 있다.
증발농축은 회전 장치 없이도 기본적인 화학 실험용 유리 실험 기구에서 수행이 가능하다. 그러나 회전증발농축기는 다음과 같은 장점을 가지고 있다.
1. 회전 과정에서 대상물이 유리 플라스크 내에 얇은 필름의 형태로 코팅된다.
2. 회전 과정에서 돌비 현상이 적어진다.

이와 같은 특징들 때문에 회전증발농축기는 화학, 생화학, 생물 등 다양한 분야의 실험실에서 널리 쓰이는 기본적인 실험 기기이다. 회전증발농축기에서 제거되지 않은 용매는 고진공 환경에 시료를 노출하여 제거할 수 있다.
회전증발농축기의 최대 단점은 돌비 현상이다. 돌비 현상이란 액체 시료가 갑작스럽게 끓어 넘치는 현상으로, 마치 국수를 삶는 과정에서 많은 거품과 함께 물이 냄비를 넘쳐 흐르는 것과 비슷한 현상이다. 이는 두 가지 이상의 용매가 혼합된 경우나 시료가 균일하지 않은 경우, 물과 같은 점성이 강한 용매를 사용하는 경우 등에 있어 쉽게 나타나며 의도하지 않은 시료의 손실을 야기하므로 피하는 것이 좋다. 돌비 현상을 피하기 위해서는 시료를 균일하게 하고 압력과 온도를 적절히 조절하거나 드물게는 끓임쪽을 이용하여 증발 속도를 제어해야한다.

## 같이 보기
- 끓는점
- 원심증발농축기